# Tłumacze bez Granic

Logo organizacji Tłumacze bez Granic

Tłumacze bez Granic, TWB (od ang. Translators Without Borders) – organizacja non-profit zajmująca się dostarczaniem innym tego typu organizacjom bezpłatnych usług tłumaczeniowych, z siedzibą w Danbury w stanie Connecticut, w Stanach Zjednoczonych. 
Powstała w 2010 jako siostrzany projekt Traducteurs Sans Frontières, stowarzyszenia założonego w 1993 przez paryskie biuro tłumaczeń Lexcelera (wcześniej Eurotexte). W 2012 liczba zaangażowanych na zasadzie wolontariatu tłumaczy wynosiła około 1600. Tłumacze bez Granic wspierają proces przekazywania wiedzy dostępnej w różnych językach, nawiązując i utrzymując współpracę z organizacjami non-profit zgłaszającymi zapotrzebowanie na tłumaczenia wykonane przez sprawdzonych specjalistów.
Organizacja współpracuje z pozarządowymi organizacjami pożytku publicznego i przedsiębiorstwami społecznymi, które potrzebują usług tłumaczeniowych. Wśród nich są Lekarze bez Granic, Lekarze Świata, UNICEF, Oxfam, Handicap International. Do tłumaczonych materiałów należą raporty, wywiady oraz relacje z objętych konfliktami rejonów świata, jak Burundi, Sudan i Afganistan. Roczna wydajność liczona jest w milionach słów. Według danych z witryny internetowej (początek 2013) łączna liczba przetłumaczonych dla różnych organizacji słów sięga 13 milionów, co odpowiada datkowi przekraczającemu 2 miliony dolarów.
Według klasyfikacji obowiązującej w Stanach Zjednoczonych Tłumacze bez Granic mają status organizacji non-profit 501(c)3. Jej prezesem jest Lori Thicke.

## Metody rekrutacji tłumaczy

### Platforma tłumaczeniowa

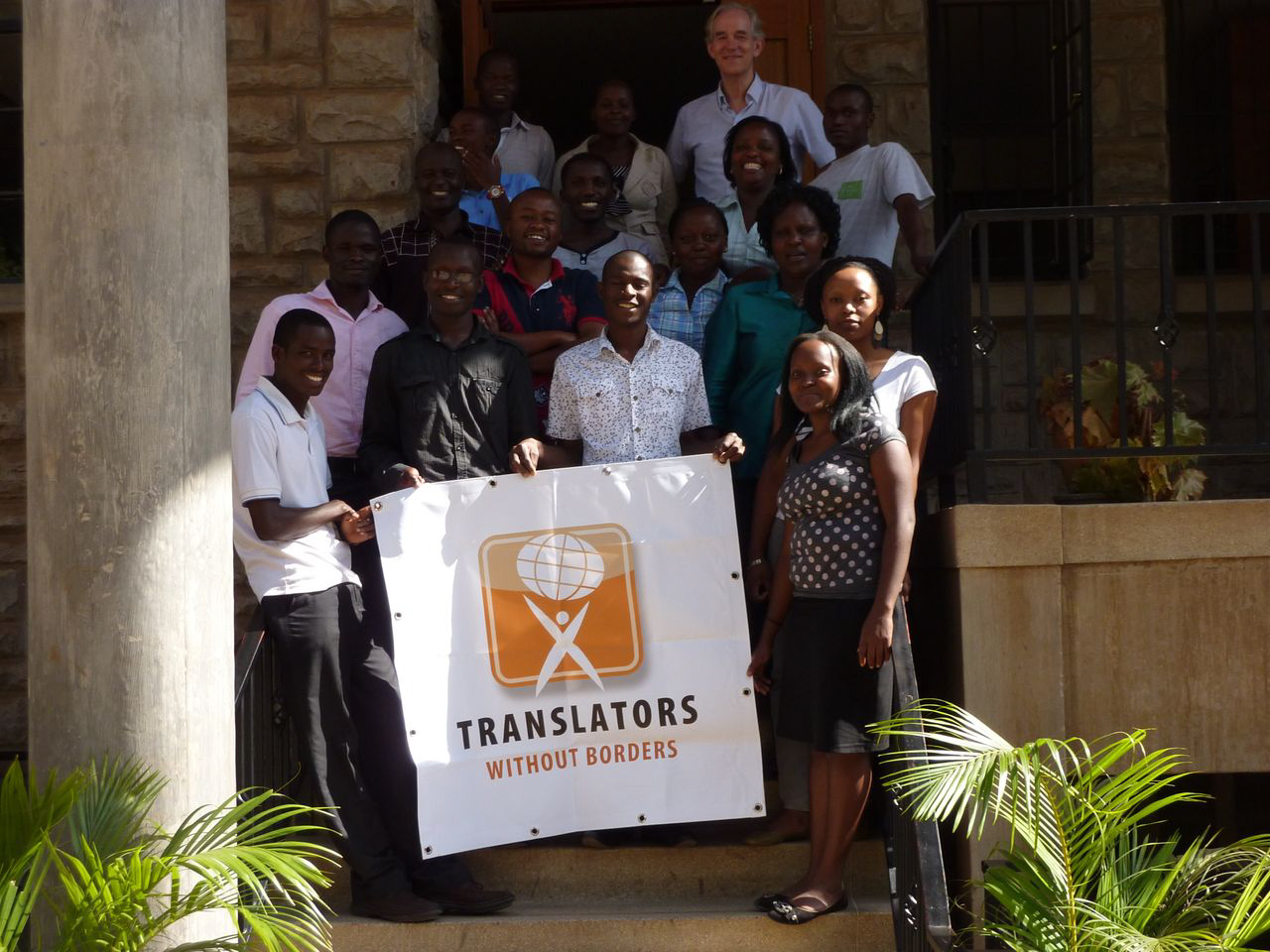
Wolontariusze projektu Words of Relief z flagą Tłumaczy bez Granic

W maju 2011 w serwisie ProZ.com utworzono automatyczną platformę tłumaczeniową Translators without Borders Workspace. Służy ona do zamieszczania projektów przez zaakceptowane organizacje non-profit oraz przesyłania powiadomień do tłumaczy przez kierowników zleceń, współpracujących z Tłumaczami bez Granic na zasadzie wolontariatu. Przekłady wykonywane są przez liczną grupę wolontariuszy, co ogranicza koszty.
Metoda ta znacząco wpływa na wydajność pracy w organizacji. Podczas zarządzania pracą bez wspomagania się dodatkowymi narzędziami organizacja zajmowała się tłumaczeniem 29 zleceń liczących, łącznie 37 000 słów, w siedmiu parach językowych, dla dziewięciu organizacji. W styczniu 2012, siedem miesięcy po uruchomieniu platformy Translators Without Borders Workspace, wydajność wzrosła do 183 zleceń, liczących łącznie 280 000 słów, w 25 parach językowych, tłumaczonych dla 24 organizacji. Średnia miesięczna wydajność Tłumaczy bez Granic utrzymuje się na takim właśnie poziomie.

### Wolontariat
Za pośrednictwem witryny internetowej chęć pracy mogą zgłaszać zawodowi tłumacze ze stażem pracy nie krótszym niż 4 lata. Jeśli spełniony jest warunek ukończenia studiów na kierunku tłumaczeniowym lub w powiązanej dziedzinie, staż pracy może wynosić 2 lata. Podanie przetwarzane jest szybciej w przypadku posiadaczy certyfikatu ATA, tłumaczy Lionbridge lub członków sieci Proz.com Certified PRO. Tacy kandydaci otrzymują pozwolenie na dołączenie do platformy Translators Without Borders Workspace. O zakwalifikowaniu się powiadamiani są w ciągu trzydziestu dni od zgłoszenia.

## Przedsięwzięcia

### HealthPhone
Najważniejszym przedsięwzięciem realizowanym przez Tłumaczy bez Granic jest tłumaczenie nagrań wideo dla Mother and Child Health and Education Trust w Indiach. Projekt HealthPhone zapoczątkowany przez Nanda Wadhwaniego obejmuje nagrywanie filmów o tematyce zdrowotnej przeznaczonych do odtworzenia w telefonach komórkowych i skierowanych do mieszkańców Indii i innych krajów. Filmy poruszają wiele tematów związanych ze zdrowiem, m.in. karmienie piersią, niedożywienie czy praktyki w okresie połogu i opieka nad noworodkami.
Dzięki przetłumaczonym napisom filmy mogą oglądać mieszkańcy Indii i Afryki, którzy nie znają ich języka źródłowego. Dotychczas napisy przetłumaczono na języki suahili i hiszpański, a także 10 języków Indii.

### Projekt ACCEPT
W styczniu 2012 Tłumacze bez Granic (we współpracy z Uniwersytetem Genewskim, Acrolinx, Uniwersytetem w Edynburgu i firmą Symantec) rozpoczęła realizację międzynarodowego projektu badawczego ACCEPT. ACCEPT to skrót oznaczający Automated Community Content Editing Portal (portal do automatycznej edycji treści). Celem projektu jest zapewnienie odpowiedniej jakości tłumaczenia maszynowego treści publikowanych na stronach internetowych. W to przedsięwzięcie zaangażowana jest również Lexcelera. Okres realizacji projektu to 36 miesięcy.

### Centrum szkoleniowe w Kenii
Miliony Kenijczyków mówią w języku suahili, który jest lingua franca mieszkańców wschodniego rejonu Afryki. Celem projektu jest przetłumaczenie na ten język materiałów związanych z opieką zdrowotną. W kwietniu 2012 w Nairobi otwarto pierwsze centrum tłumaczeń medycznych (Healthcare Translation Centre) należące do Tłumaczy bez Granic. Centrum znajduje się w kampusie organizacji East Africa Bible Translation and Literacy (BTL). W styczniu 2013 siedziba centrum została przeniesiona do głównego budynku kampusu.
Celem Healthcare Translation Center jest prowadzenie intensywnych szkoleń tłumaczeniowych dla mieszkańców Kenii. Zawodowi tłumacze wspomagają proces przekładu informacji medycznych na język suahili. Do centrum przyjmowane są osoby posiadające wykształcenie językowe lub medyczne.
Na początku 2013 zespół liczył trzynastu wyszkolonych tłumaczy i korektorów. Translators Without Borders ocenia stosowane metody szkoleniowe i weryfikuje możliwość ich wykorzystania w innych miejscach.

### Fund a Translator
Program Fund a Translator ma na celu zebranie środków niezbędnych do kształcenia tłumaczy lokalnych języków w krajach trzeciego świata. Zebrane fundusze są przeznaczane na zakup sprzętu, opłacenie szkolenia i dostępu do Internetu. W 2012 w ramach projektu rozpoczęło naukę trzynastu tłumaczy lokalnych języków, którzy specjalizować się będą w tłumaczeniach związanych z opieką zdrowotną. Roczny koszt edukacji w ośrodku szkoleniowym w Nairobi to 1000 dolarów.
W 2012 polska firma TextPartner zorganizowała pierwszą wyprawę rowerową mającą na celu propagowanie idei Tłumaczy bez Granic oraz pozyskanie środków dla programu Fund a Translator. Podczas czterodniowego przejazdu z Katowic do Budapesztu (400 km) zebrano 2000 dolarów. Na przełomie maja i czerwca 2013 odbyła się wyprawa na trasie wiodącej przez pięć krajów, której efektem było zgromadzenie 3250 dolarów. Kolejny przejazd, tym razem na dystansie około 2300 kilometrów, poprzez kraje leżące nad Bałtykiem, planowany jest na przełom kwietnia i maja 2014.

### Projekt tłumaczeniowy Wikipedia Medicine 80×80
W 2011 Tłumacze bez Granic rozpoczęła przedsięwzięcie, którego celem jest przekład najważniejszych artykułów o tematyce medycznej zamieszczonych w anglojęzycznej wersji Wikipedii. W pierwszej kolejności zespół Wikiprojektu Nauki medyczne dokonuje korekty 80 tekstów o tematyce medycznej, tak aby otrzymały status Dobrych artykułów lub Artykułów na medal. Po poprawieniu treści artykułów następuje ich przetłumaczenie na uproszczony język angielski (zasady zamieszczono na odpowiedniej stronie Wikipedii) oraz ponad 80 innych języków. W końcowej fazie przedsięwzięcia artykuły zostaną przetłumaczone na wszystkie 285 języków, w których redagowana jest Wikipedia. Szacowany czas realizacji projektu wynosi kilka lat.
Wszystkie treści dostępne są za pośrednictwem sieci komórkowych. Wybrane treści udostępniono za darmo za pośrednictwem mobilnych operatorów współpracujących z Wikipedią (Telnor, Orange i STC) w Afryce, Azji Południowo-Wschodniej i na Bliskim Wschodzie. Wiele artykułów nagrano w formie audio. Niektóre z nich oczekują na publikację w ogólnodostępnych czasopismach medycznych.

## Zarząd
Pracą Tłumaczy bez Granic kieruje zarząd oraz komitet wykonawczy składający się z członków zarządu. Nad codziennymi działaniami czuwa dyrektor programowy zatrudniony w sierpniu 2012.